# Priolepis randalli
Priolepis randalli är en fiskart som beskrevs av Richard Winterbottom och Burridge 1992. Priolepis randalli ingår i släktet Priolepis och familjen smörbultsfiskar. Inga underarter finns listade i Catalogue of Life.